# Kosmatek strzępiastobrzegi

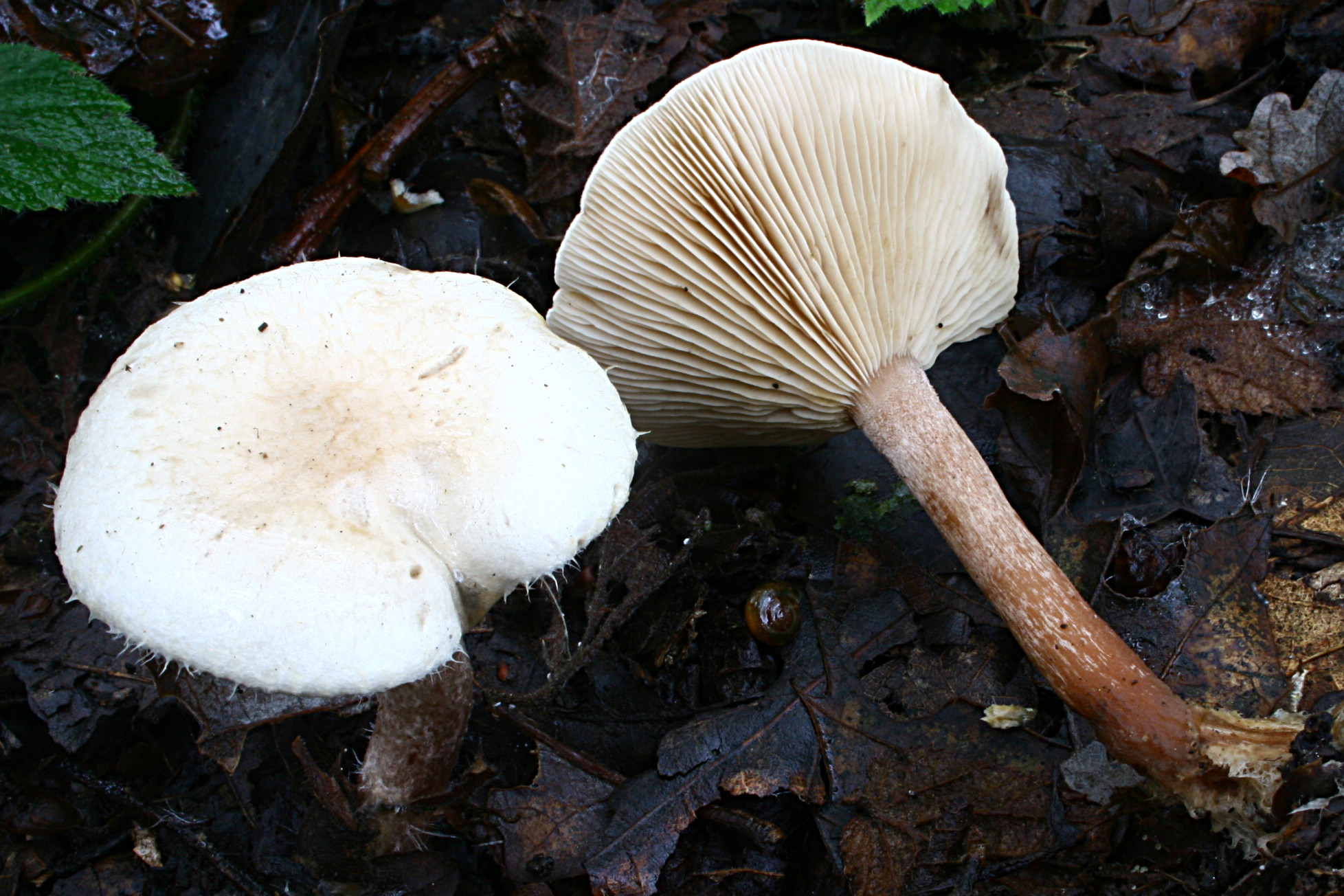

Kosmatek strzępiastobrzegi (Ripartites tricholoma (Alb. & Schwein.) P. Karst.) – gatunek grzybów należący do rzędu pieczarkowców (Agaricales).

## Systematyka i nazewnictwo
Pozycja w klasyfikacji według Index Fungorum: Omphalina, Incertae sedis, Agaricales, Agaricomycetidae, Agaricomycetes, Agaricomycotina, Basidiomycota, Fungi.
Po raz pierwszy takson ten opisali w 1805 r. Johannes Baptista von Albertini i Lewis David von Schweinitz, nadając mu nazwę Agaricus tricholoma. Obecną nazwę nadał mu w 1879 r. Petter Adolf Karsten. Ma ponad 30 synonimów. Niektóre z nich:
- Paxillopsis helomorpha (Fr.) J.E. Lange, 1939
- Paxillopsis tricholoma (Alb. & Schwein.) J.E. Lange 1939
- Ripartites helomorphus (Fr.) P. Karst. 1879
- Ripartites tricholoma var. helomorphus (Fr.) Konrad & Maubl. 1929[2].

Polską nazwę zarekomendował Władysław Wojewoda w 2003 r. Ma również drugą polską nazwę – kosmatek jasnoblaszkowy, którą W. Wojewoda zarekomendował dla gatunku Ripartites helomorphus, ten jednak według Index Fungorum jest synonimem R. tricholoma.

## Morfologia
Kapelusz
Średnica 5–7 mm, płaskowypukły z lekko wgłębionym środkiem i strzępiastym, lekko podwiniętym brzegiem. Powierzchnia o barwie od białej do kremowej.
Blaszki
Przyrośnięte lub nieco zbiegające na trzon, kremowe.
Trzon
Wysokość do 23 mm, grubość do 4 mm, cylindryczny, tej samej barwy co kapelusz, owłosiony.
Cechy mikroskopowe
Podstawki maczugowate, 20–30 × 5,5–7 µm, 4-zarodnikowe ze sterygmami o długości 1–5 µm. Cystyd brak. Bazydiospory kuliste lub prawie kuliste, 5–6 × 4,5–5 µm, słabo żółtawe, nieamyloidalne, z wyraźnym wyrostkiem wnęki o długości 1 µm, pokryte brodawkami o wysokości do 0,8 µm. Skórka zbudowana ze strzępek o średnicy 5–6 µm z wyraźnymi i licznymi sprzążkami. Mają końcówki cylindryczne lub nieco maczugowate.

## Występowanie i siedlisko
Gatunek kosmopolityczny występujący na wszystkich kontynentach, podano jego stanowisko nawet na Antarktyce. W Polsce W. Wojewoda w 2003 r. przytoczył wiele stanowisk, liczne stanowiska podano także w późniejszych latach. Aktualne stanowiska podaje również internetowy atlas grzybów. Znajduje się w nim na liście gatunków zagrożonych i wartych objęcia ochroną.
Naziemny grzyb saprotroficzny występujący w liściastych i mieszanych lasach. Owocniki tworzy zwykle od sierpnia do listopada.